# Краузе, Барбара
Барбара Краузе (род. 7 июля 1959 года, Восточный Берлин) — германская пловчиха, трёхкратная олимпийская чемпионка, двукратная чемпионка мира и Европы, восьмикратная рекордсменка мира.
На Олимпийских играх 1980 года в Москве завоевала золотые медали в плавании на 100 и 200 м вольным стилем, а также в составе сборной ГДР в эстафете 4х100 м вольным стилем.
Также трижды побила мировой рекорд на дистанции 100 метров вольным стилем на чемпионате мира 1978 года и на Олимпийских играх 1980 года, а также один раз — на дистанции 200 метров вольным стилем в 1978 году в Берлине.
В 1988 году была включена в Международный зал славы плавания. В ГДР была несколько раз награждена орденом «За заслуги перед Отечеством».